# Al-Ubeidiya
Al-Ubeidiya (àrab: العبيدية, al-ʿUbaydiyya) és un municipi palestí en la governació de Betlem al centre de Cisjordània, situat 6 kilòmetres a l'est de Betlem. Segons l'Oficina Central d'Estadístiques de Palestina (PCBS), tenia 13.533 habitants en 2016.

## Història
Al-Ubeidiya rep el nom de Sant Teodosi (Ibn Ubeid, en àrab), que va construir un monestir 1 kilòmetre a l'oest de la vila, on és enterrat, conegut com a monestir de Sant Teodosi. Va ser construït originalment en el segle v i Teodosi hi va ser enterrat en 520. L'estructura actual va ser construïda pels croats en el segle xii. Està situat en un cim i està sota l'administració de l'Església Ortodoxa Grega. El Monestir de Mar Saba, que va ser construït per Saba el Santíssim a l'any 484, es troba més a l'est del centre de la ciutat, però dins de la seva jurisdicció municipal. Una piscina romana està situada al centre d'Al-Ubeidiya i va ser utilitzada durant el domini romà de Palestina per recollir aigua. Segons Dauphin, la major part del monestir actual és del segle xix, però incorpora restes d'època romana d'Orient.

### Època otomana
La zona, igual que la resta de Palestina, va ser incorporada a l'Imperi Otomà en 1517. En 1596 Al-Ubeidiya va aparèixer en registres tributaris otomans anomenada Dayr Bani 'Ubayd, com a part de la nàhiya d'al-Quds al liwà d'al-Quds. Tenia una població de 42 llars i 6 solters, tots musulmans. Pagaven impostos sobre el blat, ordi, ingressos ocasionals, cabres i/o ruscs. Segons la tradició local, la ciutat moderna d'Al-Ubeidiya va ser fundada quan els membres de la tribu Shammar de la Península d'Aràbia es van instal·lar allà, i no va tenir el nom de sant Teodosi, però després del líder tribal, al-Ubeidi Faris.
En 1863 l'explorador francès Victor Guérin va visitar el lloc que va anomenar Deir Dosi i va descriure les restes del monestir. En 1883 el Survey of Western Palestine del Fons per a l'Exploració de Palestina descrivia Kh. Deir Ibn Obeid com a «ruïnes d'una vila moderna».

### Època del Mandat Britànic
En el cens de Palestina de 1922, organitzat per les autoritats del Mandat Britànic, l'àrea tribal d' Ibaidiyehera d'una població de 2.000 musulmans, 880 homes i 1.120 dones. En el cens de 1931 El Ubeidiya era de 1.187 musulmans, 610 homes i 577 dones.
En el cens de 1945, la unitat tribal d' Arab Ibn Ubeid era de 7.070 àrabs, amb un total de 92.026 dúnams de terra segons una enquesta oficial de terra i població. 3,732 dúnams eren usats per a cereals, mentre que 88,294 dúnams eren sòl no cultivable.

### Després de 1948
En la vespra de guerra araboisraeliana de 1948, i després dels acords d'armistici araboisraelians de 1949, Al-Ubeidiya fou ocupada pel regne haixemita de Jordània. Després de la Guerra dels Sis Dies de 1967 va romandre sota l'ocupació israeliana.
Des de 1997 al-Ubeidiya ha estat governat per un consell municipal d'11 membres nomenats per l'Autoritat Nacional Palestina (ANP). El municipi té jurisdicció sobre 97,232 dúnams de terra, molt més grans que les zones urbanes i residencials de la ciutat, que constitueixen 979 d'aquests dúnams. Altres localitats situades dins de les fronteres municipals inclouen Wadi al-Arayis.
Els residents són majoritàriament descendents dels Shammar mentre que les principals famílies pertanyen als al-'Asa, al-Radayda, al-Rabai'a, al-Hasasna, i Abu Sirhan. La població és musulmana (encara que els monestirs estan poblats per monjos ortodoxos grecs) i hi ha deu mesquites a la ciutat.